# Augustin Malroux

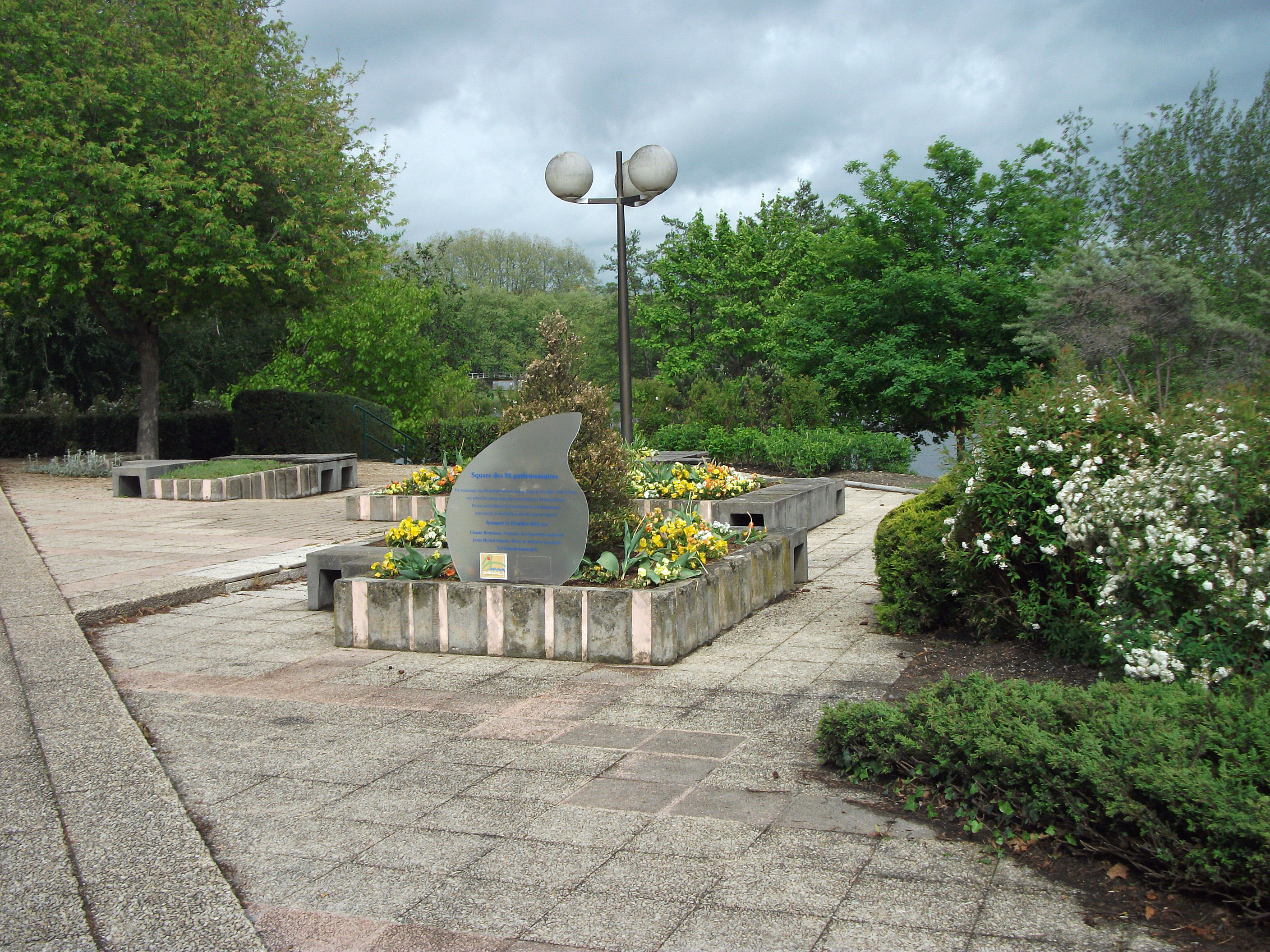
Bellerive-sur-Allier – Square des 80 Parlementaires (2014)

Augustin Malroux (* 5. April 1900 in Blaye-les-Mines; † 10. April 1945 in KZ Bergen-Belsen) war ein französischer Politiker der Dritten Republik und Résistancekämpfer. Er gehörte zu den „quatre-vingts“, also den achtzig Parlamentariern, die am 10. Juli 1940 gegen die diktatorischen Vollmachten für Philippe Pétain stimmten.

## Leben
Augustin Malroux war der Sohn des Bergarbeiters Jean Malroux, der stark vom Gedankengut Jean Jaurès’ geprägt war, und von Rosalie, geborene Cornu. Er besuchte die höhere Grundschule (Collège) in Albi und anschließend das Lehrerseminar in Toulouse. Nach seinem Militärdienst (1920 bis 1922) war er von 1923 bis 1936 mit seiner Frau Paule Mauriès, die selbst Lehrerin war, im Département Tarn tätig.

### Politische Anfänge
Es ist unbekannt, wann er der sozialistischen Section française de l’Internationale ouvrière (SFIO) beitrat. Fest steht jedoch, dass er 1928 die sozialistische Sektion von Saint-Lieux-Lafenasse gründete und deren Sekretär wurde. Auf dem nationalen Kongress der SFIO im Juli 1933 in Paris unterstützte er Léon Blum und stellte sich gegen Adrien Marquet und Marcel Déat. Am 4. Februar 1934 wurde er Sekretär des Tarn-Verbands.
Im Mai 1935 wurde er zum Bürgermeister seiner Heimatgemeinde gewählt. Im folgenden Jahr wurde er Abgeordneter des Départements Tarn und Mitglied der Ständigen Verwaltungskommission, dem damaligen Entscheidungsgremium der SFIO. Eine Reise nach Algerien brachte ihm harte Kritik seitens einiger Zeitungen ein, da er seinen Antikolonialismus zum Ausdruck brachte.
Im Dezember 1938 reichte er in der Abgeordnetenkammer einen Antrag ein, um Weizenexporte in das republikanische Spanien von Steuern zu befreien. Im Februar 1940 prangerte er die Parteilichkeit der Zensur an, die die Veröffentlichung expliziter Mordaufrufe gegen Léon Blum und Angriffe auf die Laizität zuließ. Daraufhin wurde er von einigen Abgeordneten der Rechten und Rechtsextremen, insbesondere von Philippe Henriot, angegriffen.

### Résistance und Tod

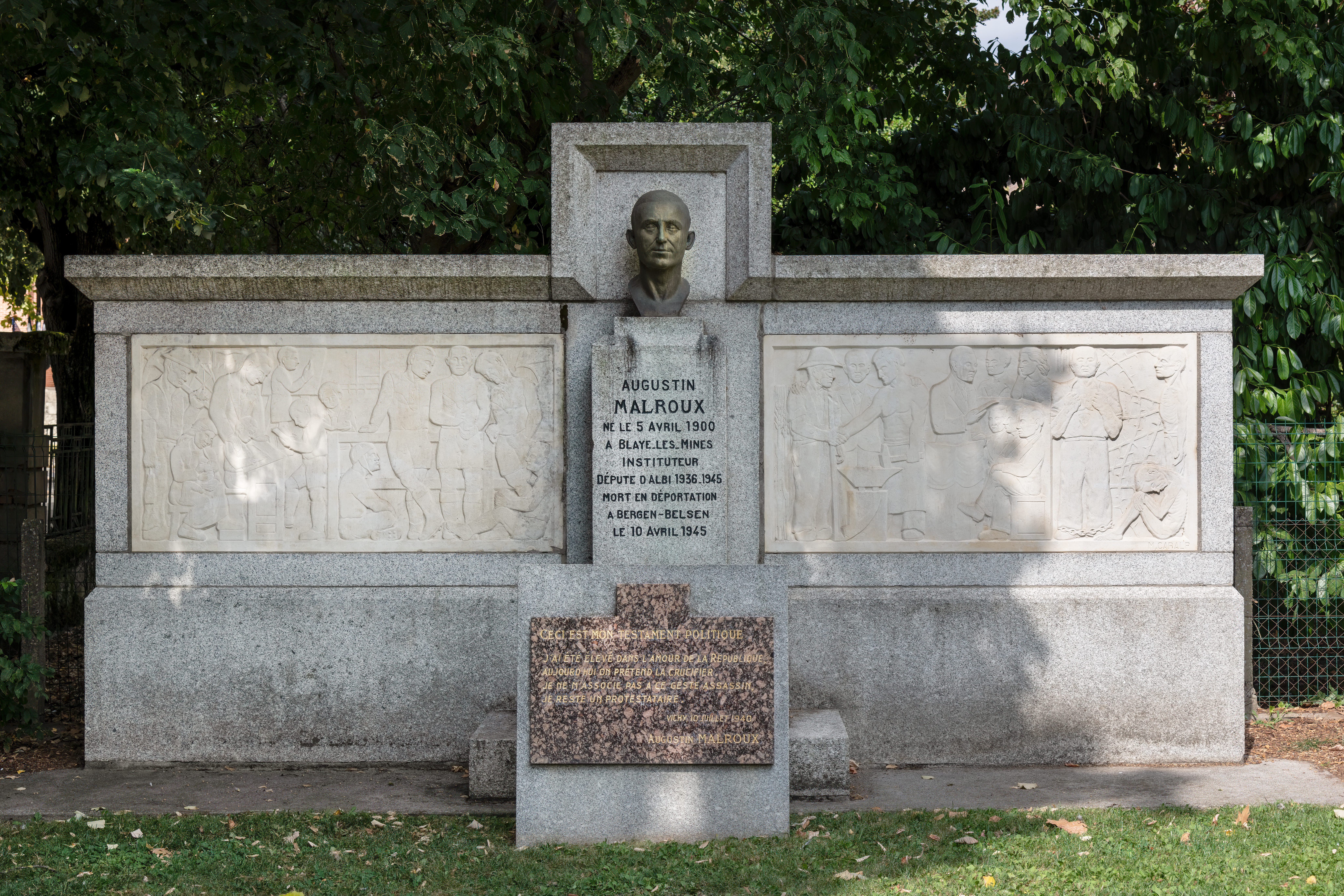
Denkmal für Augustin Malroux in Albi

Am 10. Juli 1940 war er einer der 80 Parlamentarier, die gegen die Erteilung der Vollmachten an Marschall Pétain stimmten. Er schrieb an seine Frau und seine Kinder: „Ich wurde in der Liebe zur Republik erzogen. Heute behauptet man, sie zu kreuzigen. Ich schließe mich dieser mörderischen Geste nicht an.“ Im September 1940 beteiligte er sich an der Gründung des Comité d’action socialiste (CAS) für die besetzte Nordzone, stellte seine Pariser Wohnung für geheime Treffen zur Verfügung und stellte die Verbindung zwischen dem CAS Nord und dem CAS Sud her, der von Daniel Mayer gegründet worden war. Im Mai und Dezember 1941 nahm er an den Treffen der CAS Sud teil. Er arbeitete aktiv mit Suzanne Buisson und Édouard Froment zusammen.
Augustin Malroux hielt auch den Kontakt zu internierten oder inhaftierten sozialistischen Abgeordneten aufrecht. Er informierte Louis Noguères, einen weiteren SFIO-Abgeordneten, der gegen die Vollmachten gestimmt hatte und vom Vichy-Regime unter Hausarrest gestellt worden war, über seine Aktivitäten. Ab 1940 wurde er damit beauftragt, die Verbindung zwischen Libération Nord und Libération Sud herzustellen. Im Jahr 1942 beauftragte ihn diese Bewegung mit der Gründung einer Kampfgruppe.
Ende 1941 beteiligte er sich im Untergrund an der Neugründung der Syndicat national des instituteurs (SNI, damals Mitglied der CGT) in einem Lehrernetzwerk, das von Georges Lapierre, dem ehemaligen Generalsekretär der SNI (gestorben in Dachau), gegründet worden war. Dieses Netzwerk integriert sich in die Confrérie Notre-Dame (Bruderschaft Notre-Dame). Schließlich trat Augustin Malroux der Organisation civile et militaire (Zivile und militärische Organisation) bei.

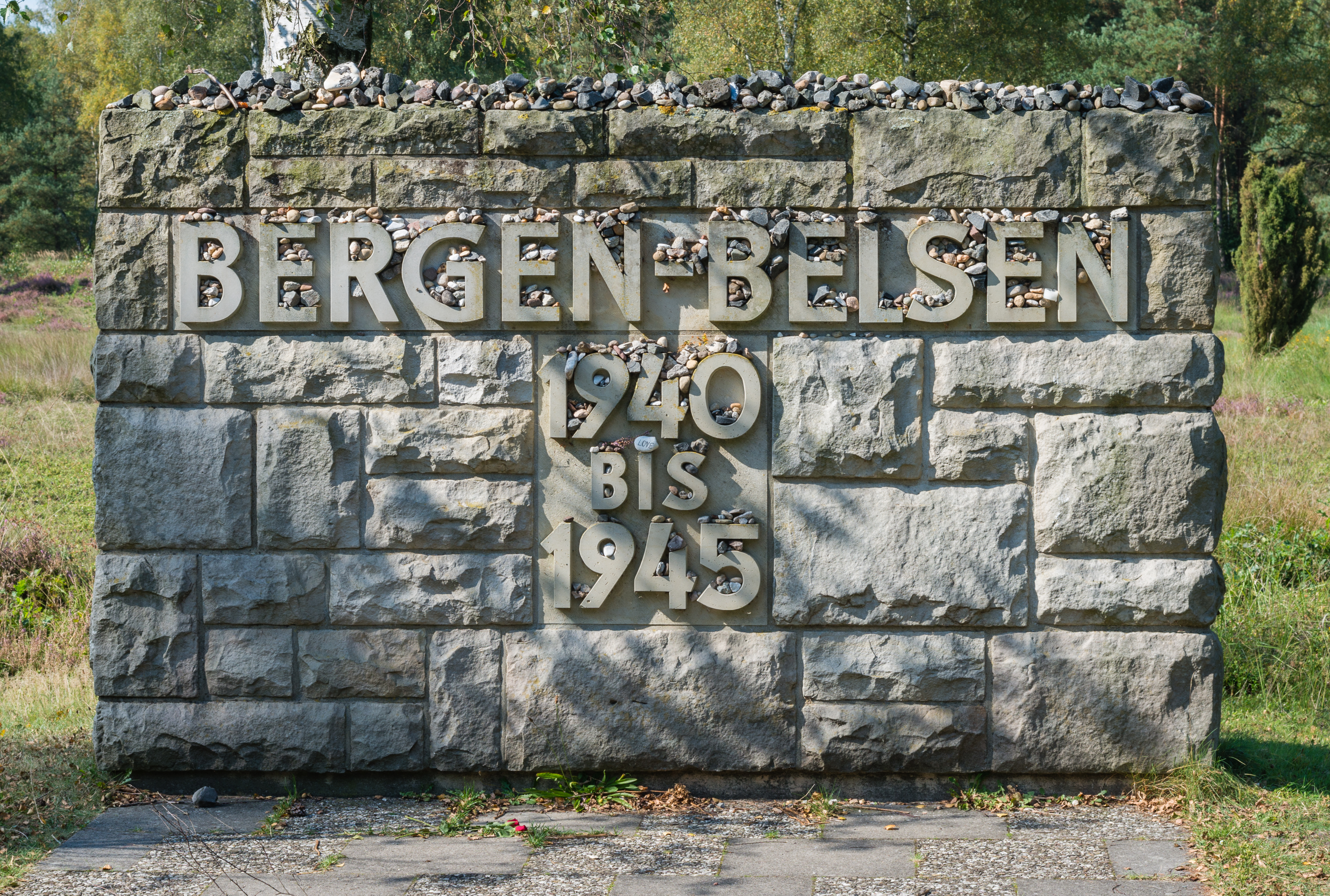
Gedenkstätte Bergen-Belsen

Augustin Malroux wurde am 2. März 1943 in Paris festgenommen und in Fresnes inhaftiert. Am 15. September 1943 wurde er nach Deutschland deportiert. Er wurde zunächst im Lager Neue Bremm festgehalten, dann in die Gefängnisse von Frankfurt, Kassel, Halle und Berlin verlegt und von Oktober 1943 bis Februar 1945 in Sachsenhausen (Kommando Bad Saarow) in der Nähe von Berlin inhaftiert. Danach wurde er in das Lager Bergen-Belsen verlegt, wo er am 10. April 1945 starb.

### Nachleben
Sein Tod wurde erst einige Wochen später bescheinigt. In der Zwischenzeit machte ihn die SFIO im Tarngebiet zu ihrem Spitzenkandidaten für die Kommunalwahlen in Carmaux. Am 17. Mai 1945 wurde er zum Bürgermeister ausgerufen.
Er ist der Vater der Schriftstellerin Claire Malroux und von Anny Malroux.

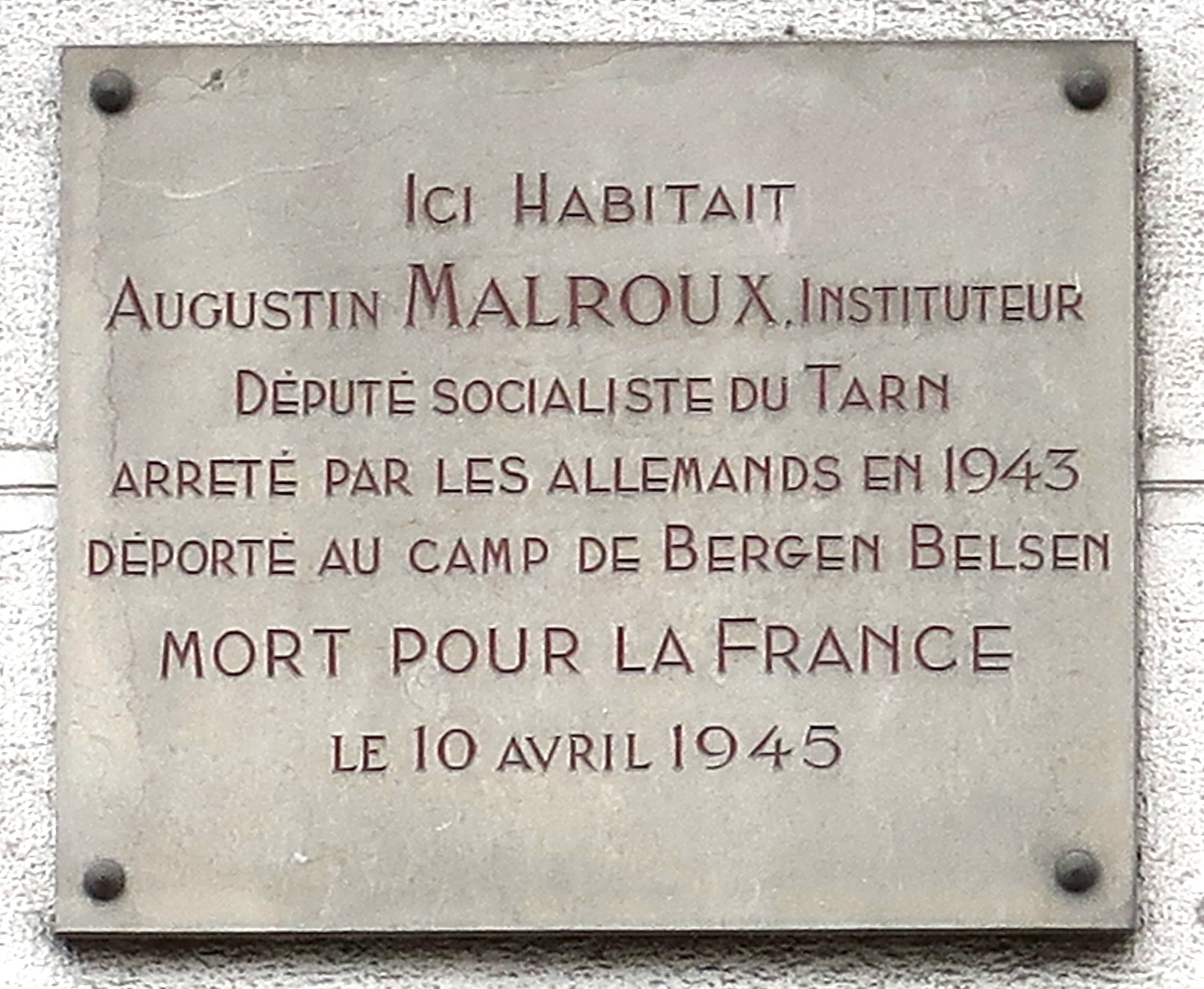
Plakette Augustin Malroux, 2 rue Petel, Paris

Ihm wurde posthum die Médaille de la Résistance mit Rosette verliehen. Im April 1946 wurde an der Fassade seines Gebäudes in Paris, 2 rue Pétel, im 15. Arrondissement, eine Tafel angebracht. Robert Verdier hielt bei dieser Gelegenheit eine Rede. Anschließend wurde in Albi in Anwesenheit von Michelle Auriol, Jean Biondi und Daniel Mayer ein Denkmal eingeweiht.
Mehrere Straßen in Städten des Tarn tragen seinen Namen sowie das Collège in Blaye-les-Mines, seiner Geburtsstadt, das 1990 vom damaligen Bildungsminister Lionel Jospin eingeweiht wurde. In Blaye-les-Mines wurde auch eine Statue zu seinen Ehren errichtet.